# 曾奕田
曾奕田（Arthur Dong，1953年10月30日—），出生於美國加利福尼亞州三藩市市的華裔美國人，他是紀錄片製片人、導演、編劇。代表作是紀錄片《縫紉的女人》（Sewing Woman，1983），《走出槍口》（Coming Out Under Fire，1994），《殺人有理》（Licensed to Kill，1997）等。

## 教育背景
早在高中階段，曾奕田就產生了對電影的熱情，那時他製作了一個名為《公眾》（Public，1980）的五分鐘動畫短片，該片意圖探索一個孩子對社會暴力行為的內心反應。
高中畢業後，1982年，他在三藩市州立大學（San Francisco State University）獲得了文學士（電影方向）（Bachelor of Arts in film）並於1985年完成了美國電影協會中心高級影視研究班（American Film Institute Center for Advanced Film and Television Studies）的導演獎學金專案（Director's Fellowship program）。專業的電影課程學習為日後曾奕田的創作打下了堅實的基礎。

## 職業經歷
畢業後，曾奕田曾經在多家影視機構工作。1981年到1982年期間，曾奕田在三藩市市KGO-TV做聯合制片人（associate producer）；1991－1992年期間，曾奕田曾擔任洛杉磯市的電視機構KCET的製片人，為艾美獎獲獎電視劇《生活和時光》（Life & Times）製作了12個紀錄片。他還為全國公共電視頻道（PBS）全程採訪報導了紐約激進的同性戀解放運動，他為此事件製作了題為“憤怒出動'69（Out Rage '69）”的紀錄片，這也是小型電視系列劇《平等問題》（The Question of Equality，1995）的第一部分，同時這也是第一次在公共電視頻道中播放反映涵蓋現代男女同性戀者民權運動的作品。
1982年，曾奕田在洛杉磯創建了自己的電影公司深度聚焦製作公司（DeepFocus Productions）並擔任該公司的製片人、導演和編劇。憑藉自己對於紀錄片的偏好，曾奕田在深度聚焦公司（DeepFocus Productions）製作了多部有影響的紀錄片佳作。其中1984年的《縫紉的女人》（Sewing Woman，1983）還獲得了一項奧斯卡年度最佳紀錄短片獎的提名；1995年他還因《走出槍口》（Coming Out Under Fire，1994）獲得了一項皮博迪獎。
他在紀錄片製作上的突出表現使他成為美國電影藝術與科學學院（Academy of Motion Picture Arts and Sciences）會員之一並在2002年到2006年期間供職於該學院內新成立的紀錄片分部的董事會。此外，2000－2003年間他還曾服務於獨立電影機構（Film Independent）（其前身為IFP/West）的董事局。
目前，他還任職於美國國家電影保管局（National Film Preservation Board），他也是電視藝術與科學學院（Academy of Television Arts & Sciences）成員之一。

## 作品特色
曾奕田的作品多數為紀錄片，且大多關注社會問題，是電影藝術與社會熱點問題的結合，他將自己拍攝的紀錄片轉化成了檢驗或考察各種熱點問題的視覺媒介，其關注的主題主要包括亞裔美國人的歷史和身份認同、同性戀的社會壓迫等。

### 亞裔美國人
曾奕田製作的以亞裔為主題的作品有：《縫紉的女人》（Sewing Woman，1983），這部紀錄片真實記錄了他的母親從中國移民到美國的歷程，盧燕為該紀錄片配音解說；《紫禁城，美利堅》（Forbidden City, U.S.A.，1989）是一出向20世紀40年代在夜總會表演的亞裔美國人艱難生活致敬的音樂劇；《荷花》（Lotus，1987）這部半小時的劇情片控訴了對中國婦女的纏足歷史；《好萊塢華人》（Hollywood Chinese，2007）則是一部從20世紀初葉至今在好萊塢影視界的華裔影人的奮鬥史。

### 同性戀
曾奕田作品的另一個焦點是關注同性戀人群。深度聚焦製作公司（DeepFocus Productions）發行的DVD合輯《同志戰事：曾奕田精選集，第1輯》（Stories From the War on Homosexuality: The Arthur Dong Collection, Vol. 1）中就收錄了曾奕田三部此主題的代表作，包括：《家庭的根基》（Family Fundamentals，2002），該片通過3個原教旨主義（信奉正統派基督教的人）家庭（three fundamentalist families）裏的成年同性戀子女研究了美國在同性戀問題上的文化戰爭；《殺人有理》（Licensed to Kill，1997）呈現了幾個謀殺男同性戀的殺人犯內心的殘暴；《走出槍口》（Coming Out Under Fire，1994）則是一部對第二次世界大戰期間，在軍方建立了第一個明確反同性戀政策情況下的那段男女同性戀歷史的調查。

## 評價與認可
曾奕田憑藉其獨特的社會視野被影評界稱作“電影界的古根海姆研究員”（Guggenheim Fellow in Film）和“媒體中的洛克菲勒研究員”（Rockefeller Fellow in Media）。
曾奕田的這些影片曾榮獲Peabody獎，三個聖丹斯電影節大獎，五項艾美獎提名；他的代表作品曾在明尼阿波利斯市（Minneapolis）的沃克藝術中心（Walker Art Center）、夏威夷國際電影節（Hawai'i International Film Festival）和洛杉磯的Outfest放映。

## 榮譽與獎項
由於獲得了Peabody獎，三個聖丹斯電影節大獎，五項艾美獎提名，一項奧斯卡金像獎提名，曾奕田先後獲得了公營廣播機構公司（Corporation for Public Broadcasting）, 美國電影學院（American Film Institute），獨立電視服務（Independent Television Service，簡稱ITVS），全國藝術捐助基金（National Endowment for the Arts），全國亞裔美國人電訊協會（National Asian American Telecommunications Association，簡稱NAATA），索羅斯／聖丹斯紀錄片基金會（Soros/Sundance Documentary Fund），休·海富納基金會（Hugh Hefner Foundation），以及許多其他機構的資助。  
由於曾奕田傑出的影視業績和突出的社會責任感，他獲得了眾多社會榮譽，其中包括：亞太藝術家協會（Association of Asian Pacific Artists）的黃宗霑獎（James Wong Howe Award），視覺通信組織（Visual Communications （页面存档备份，存于））的史提夫辰川獎（Steve Tatsukawa Award），亞洲電影視界（Asian CineVision）的亞裔美國人媒體獎（Asian American Media Award），美國華人歷史學會（Chinese Historical Society of America）的歷史學家獎（Historian Award）。他還連續兩次獲得同性戀反誹謗組織（The Gay & Lesbian Alliance Against Defamation （页面存档备份，存于））媒體獎（GLAAD Media Awards）和一次該獎的提名，以及Paul Monette Award，同性戀雜誌《OUT》的“OUT 100 Award”。

## 作品列表

### 擔任導演、製片人的作品
1. 《好萊塢華人》（Hollywood Chinese，2007）
2. 《家庭的根基》（Family Fundamentals，2002）
3. 《殺人有理》（Licensed to Kill，1997）
4. 《平等問題》（The Question of Equality，1995）之“憤怒出動’69（Out Rage '69）”（迷你電視系列劇）
5. 《走出槍口》（Coming Out Under Fire，1994）
6. 《紫禁城，美利堅》（Forbidden City, U.S.A.，1989）
7. 《荷花》（Lotus，1987）
8. 《縫紉的女人》（Sewing Woman，1983）兼任剪輯與攝影
9. 《公眾》（Public，1980）（動畫記錄短片）

### 擔任編劇的作品
1. 《好萊塢華人》（Hollywood Chinese，2007）兼任剪輯
2. 《家庭的根基》（Family Fundamentals，2002）兼任剪輯與攝影
3. 《殺人有理》（Licensed to Kill，1997）兼任剪輯
4. 《平等問題》（The Question of Equality，1995）之“憤怒出動’69（Out Rage '69）”（迷你電視系列劇）
5. 《走出槍口》（Coming Out Under Fire，1994）
6. 《紫禁城，美利堅》（Forbidden City, U.S.A.，1989）
7. 《公眾》（Public，1980）（動畫記錄短片）兼任剪輯與攝影